# Clear Lake (Minnesota)
Pour les articles homonymes, voir Clear Lake.
Clear Lake est une ville du comté de Sherburne dans l'état du Minnesota.

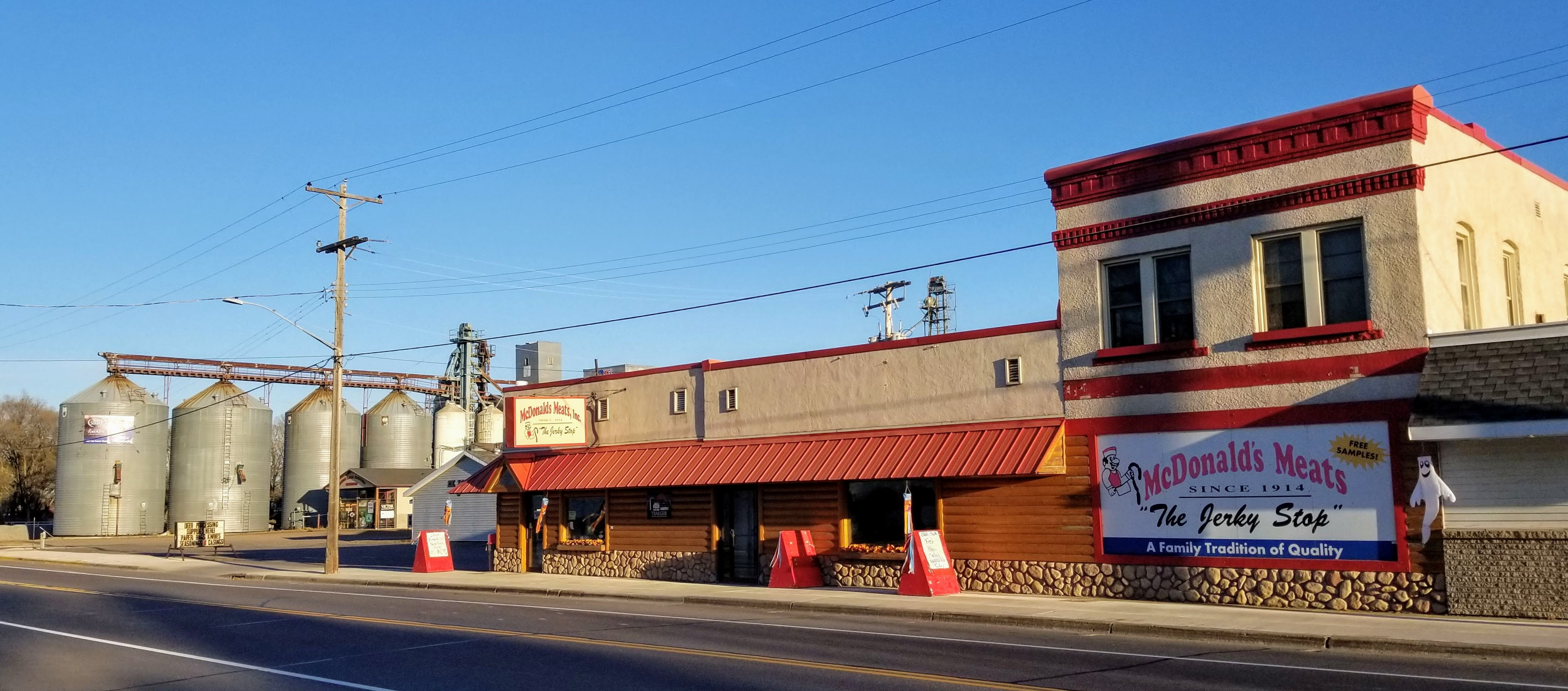
Structures sur l'avenue Main à Clear Lake

Sa population était de 545 habitants en 2010.